# Terres de Bord
Terres de Bord is een gemeente in het Franse departement Eure (regio Normandië). De plaats maakt deel uit van het arrondissement Les Andelys. Terres de Bord is op 1 januari 2017 ontstaan door de fusie van de gemeenten Montaure en Tostes. De gemeente telde 1.577 inwoners op 1 januari 2022.

## Geografie
De oppervlakte van Terres de Bord bedroeg op 1 januari 2022 22,44 vierkante kilometer; de bevolkingsdichtheid was toen 70,3 inwoners per km².

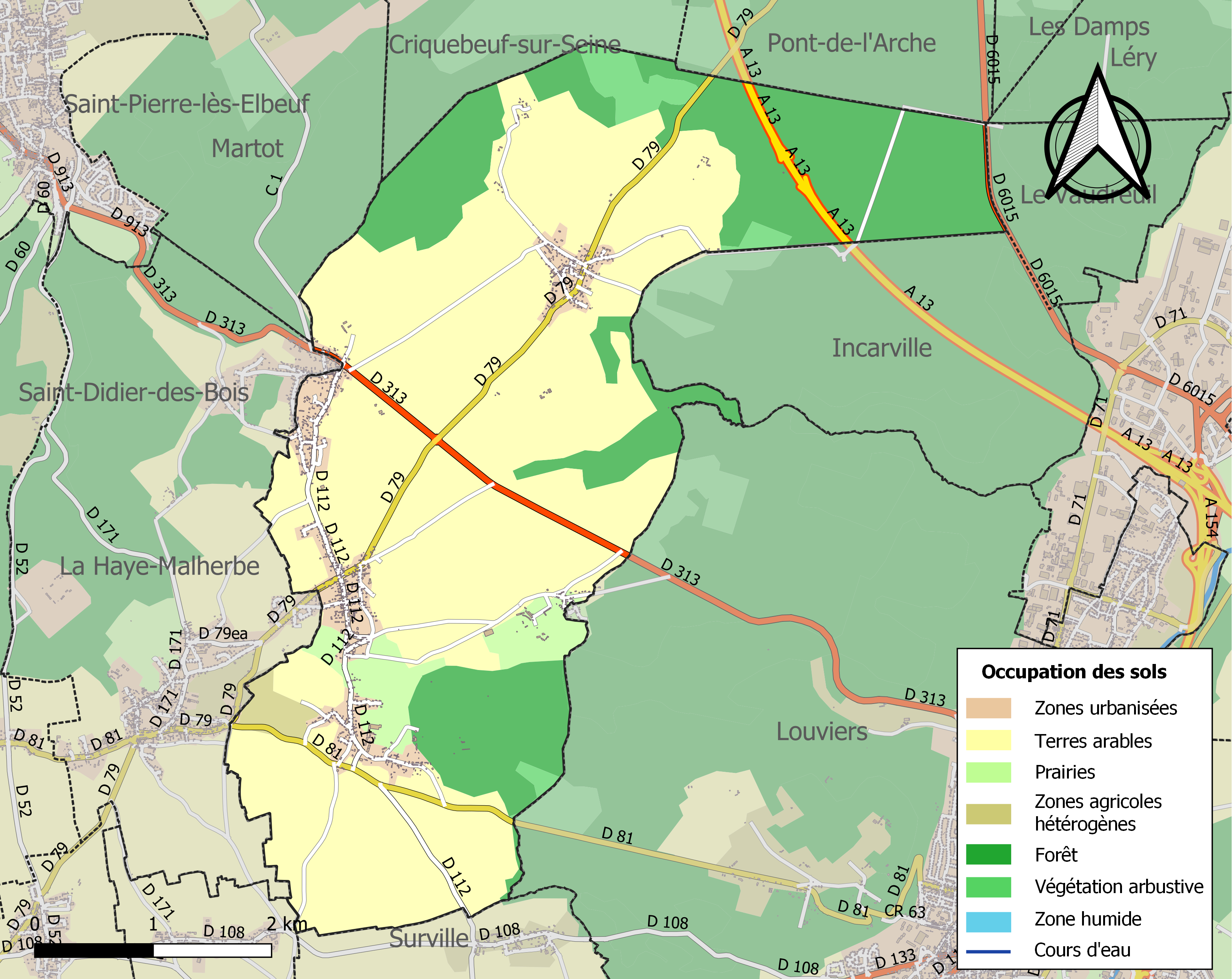
Kaart van de gemeente met belangrijkste infrastructuur, bodemgebruik en omliggende gemeenten